# NGC 654
NGC 654 è un ammasso aperto visibile nella costellazione di Cassiopea; si trova nel Braccio di Perseo a una distanza di circa 7800 anni luce dal sistema solare.

## Osservazione

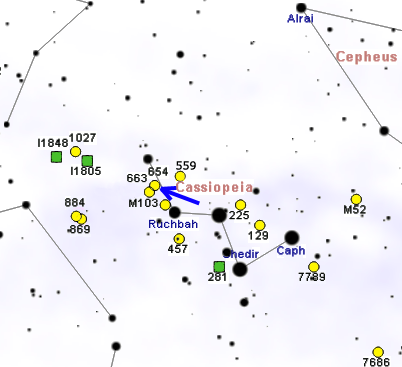
Mappa per individuare NGC 654.

L'ammasso si individua 2,5 gradi a NE della stella δ Cassiopeiae, sulla linea che la congiunge a ε Cassiopeiae; è un ammasso di dimensioni molto piccole, individuabile solo con potenti binocoli o con un piccolo telescopio. Le componenti principali si trovano nella parte meridionale, e sono una supergigante gialla di magnitudine 7,3 (HD 10494) e una supergigante blu di 9,6, catalogata come HIP 8074 e circondata dalla nebulosa a riflessione vdB 6. Le restanti non raggiungono la magnitudine 10 e possono essere osservate con strumenti da almeno 100-120mm di apertura.
La sua osservazione è facilitata in modo particolare per gli osservatori posti nell'emisfero boreale, dove si presenta circumpolare per gran parte dell'emisfero; dall'emisfero australe invece la sua osservazione è limitata alle regioni tropicali e subtropicali. Il periodo migliore per la sua osservazione nel cielo serale coincide all'incirca con quello dell'autunno boreale, da settembre fino a gennaio, ma dall'emisfero nord resta visibile alto nel cielo anche in altri periodi dell'anno.

## Storia delle osservazioni
NGC 654 venne scoperto da William Herschel nel 1787, durante le sue osservazioni lungo la Via Lattea boreale, assieme a numerosi altri ammassi aperti situati nelle vicinanze. Suo figlio John lo riosservò in seguito e lo inserì poi nel suo General Catalogue of Nebulae and Clusters col numero 387.

## Caratteristiche
L'ammasso contiene una sessantina di stelle, fra le quali vi sono diverse stelle di pre-sequenza principale; queste stelle sembrano avere un'età di circa 10 milioni di anni o anche meno, mentre le restanti stelle dell'ammasso hanno un'età che si aggira sui 15-20 milioni di anni, e ciò sarebbe indice del fatto che la formazione stellare sarebbe andata avanti anche dopo la formazione delle stelle principali dell'ammasso. Le componenti con massa pari o superiore a 1,7 M⊙, ossia, in questo caso, una magnitudine apparente pari a 17, avrebbero invece già raggiunto la fase di sequenza principale. Il mezzo interstellare all'interno di NGC 654 appare particolarmente vuoto, come testimoniato dallo scarso arrossamento osservato nelle stelle centrali dell'ammasso, a differenza di quelle poste nelle regioni periferiche; ciò farebbe pensare che i gas residui sarebbero stati spazzati via o dall'azione del forte vento stellare delle stelle più massicce, oppure dall'esplosione di una supernova.
L'ammasso e la nebulosa associata vdB 6 fanno parte dell'associazione OB Cassiopeia OB8, che si estende in direzione del settore più centrale della costellazione di Cassiopea; con una distanza stimata sui 2600 parsec (8500 anni luce), viene a trovarsi nel Braccio di Perseo fra le vicine associazioni Cassiopeia OB1 e Perseus OB1. Diverse sue stelle membri sono ben osservabili anche con un piccolo binocolo e ingloba al suo interno anche altri fra gli ammassi aperti più famosi di Cassiopea, come M103, NGC 663 e NGC 659.